# Animal Snap: Rescue Them 2 By 2
Animal Snap: Rescue Them 2 By 2, ou simplement Animal Snap, est un jeu vidéo de puzzle, publié en 2002 sur PlayStation et Game Boy Advance, développé par Awesome Developments.

## Système de jeu
Le jeu est lancé dans un environnement de type arche de Noé. Le joueur doit résoudre des puzzles pour aider les animaux perdus à rentrer chez eux. Parmi ses puzzles, un jeu de solitaire dans lequel le joueur doit retrouver deux mêmes images et les mettre ensemble.